# Gardenia actinocarpa
Gardenia actinocarpa är en måreväxtart som beskrevs av Christopher Francis Puttock. Gardenia actinocarpa ingår i släktet Gardenia och familjen måreväxter. Inga underarter finns listade i Catalogue of Life.